# 23180 Ryosuke
23180 Ryosuke este un asteroid din centura principală de asteroizi.

## Descriere
23180 Ryosuke este un asteroid din centura principală de asteroizi. A fost descoperit pe 28 mai 2000 la Stația Anderson Mesa în cadrul programului LONEOS. Asteroidul prezintă o orbită caracterizată de o semiaxă mare de 2,31 ua, o excentricitate de 0,10 și o înclinație de 10,3° în raport cu ecliptica.